# Chwyty Leopolda
Chwyty Leopolda (ang. Leopold's manoeuvres) – badanie palpacyjne kobiety ciężarnej, służące do oceny ułożenia płodu w macicy. 
- I chwyt Leopolda – służy do oceny wysokości dna macicy oraz co się w nim znajduje (jaka część płodu). Wykonuje się to jednoręcznie i dwuręcznie.
- II chwyt Leopolda – ma na celu określenie, jaka część płodu znajduje się po obu stronach macicy, czyli po której stronie grzbiet a po której części drobne płodu.
- III chwyt Leopolda (chwyt Pawlika) – służy do określenia, co jest częścią przodującą i jaki jest stosunek do kanału rodnego.
- IV chwyt Leopolda (profesorski) – modyfikacja III chwytu Leopolda. Pozwala ocenić zstępowanie części przodującej do miednicy.
- V chwyt Leopolda (chwyt Zangemeistera) – służy do stwierdzenia czy nie ma dysproporcji (niestosunku porodowego –  niewspółmierności porodowej) między główką a średnicą kanału rodnego w płaszczyźnie wchodu.
- VI chwyt Leopolda – służy do oceny stopnia przygięcia główki przez ustalenie przebiegu bruzdy szyjnej w stosunku do płaszczyzny wchodu, polega na ułożeniu palców rąk nad spojeniem łonowym prostopadle do długiej osi macicy. Odległość bruzdy szyjnej od spojenia łonowego świadczy o zaawansowaniu główki w kanale rodnym (główka nieustalona, ustalona we wchodzie, w próżni).

Chwyty Leopolda
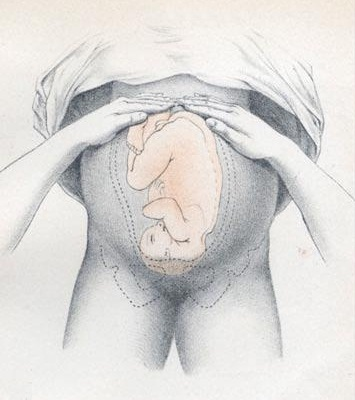
I chwyt Leopolda
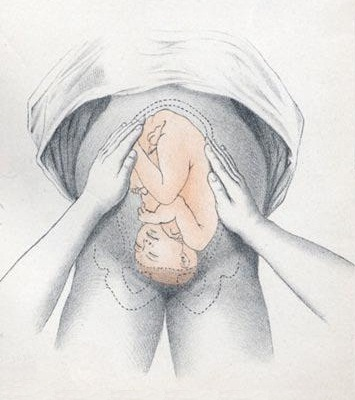
II chwyt Leopolda
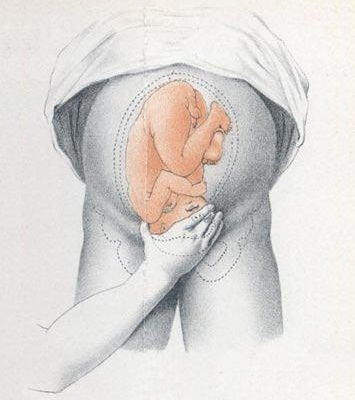
III chwyt Leopolda
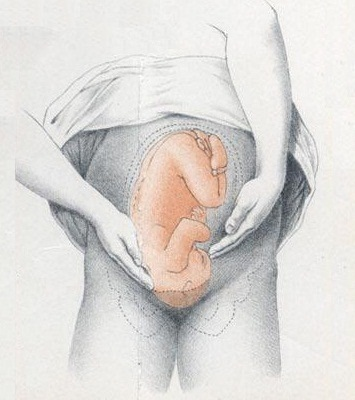
IV chwyt Leopolda

Cztery pierwsze, klasyczne chwyty zostały wprowadzone do położnictwa przez niemieckiego ginekologa Christiana Gerharda Leopolda w 1894 roku. Modyfikację chwytu trzeciego wprowadził austriacki położnik Karel Pawlik. Chwyt piąty wprowadził niemiecki położnik Wilhelm Zangemeister.